# Chuck D
Карлтон Дуглас Ріденхур, відомий як Chuck D (укр. Чак Ді) (нар. 1 серпня 1960, Лонг-Айленд, Нью-Йорк, США) — американський репер, автор пісень та продюсер. Як лідер реп-гурту Public Enemy, який він заснував у 1985 році разом з Flavor Flav, Чак Ді допомагав створювати політично та соціально свідому хіп-хоп музику в середині 1980-х. Журнал The Source поставив його на 12-е місце у своєму списку 50 найкращих хіп-хоп виконавців усіх часів.. Живе у Каліфорнії; втратив будинок внаслідок «пожежі Томас» у грудні 2017 року — січні 2018 року. Послужив зразком одного з героїв культового фільму Восьма миля.

## Дискографія

### У складі Public Enemy
Студійні альбоми
- Yo! Bum Rush the Show (1987)
- It Takes a Nation of Millions to Hold Us Back (1988)
- Fear of a Black Planet (1990)
- Apocalypse 91.'' ''.'' ''.'' ''The Enemy Strikes Black (1991)
- Muse Sick-n-Hour Mess Age (1994)
- He Got Game (1998)
- There's a Poison Goin' On (1999)
- Revolverlution (2002)
- New Whirl Odor (2005)
- How You Sell Soul to a Soulless People Who Sold Their Soul? (2007)
- Most of My Heroes Still Don't Appear on No Stamp (2012)
- The Evil Empire of Everything (2012)
- Man Plans God Laughs (2015)
- Nothing Is Quick in the Desert (2017)
- Loud Is Not Enough (2018)
- What You Gonna Do When the Grid Goes Down? (2020)

### У складі Confrontation Camp
Студійні альбоми
- Objects in the Mirror Are Closer Than They Appear (2000)

### У складі Prophets of Rage
Студійні альбоми
- Prophets of Rage (2015)
- The Party's Over (2016)

### Сольні альбоми
Студійні альбоми
- Autobiography of Mistachuck (1996)
- The Black in Man (2014)
- If I Can't Change the People Around Me I Change the People Around Me (2016)[9][10]
- Celebration of Ignorance (2018)

Збірники
- Action (DJ Matheos Worldwide International Remix) — Most * hifi (featuring Chuck D. and Huggy) (2010)[11]
- Don't Rhyme for Sake of Riddlin (as Mistachuck) (2012)
- Drums of death (2005)